# Cantó de Galhac
Galhac (occità) o Gaillac (francès) és un cantó francès del departament del Tarn, a la regió d'Occitània. Està situat al districte d'Albi i té 12 municipis: Bernac, Brens, Bròsa, Castanet, Sestairòls, Faiçac, Galhac (cap cantonal), La Bastida de Lèvis, La Grava, Montans, Ribièiras i Senolhac.

## Història
| Data d'elecció                           | Identitat      | Partit | Qualitat |
| ---------------------------------------- | -------------- | ------ | -------- |
| 1976-2008                                | Charles Pistre | PS     |          |
| Des del 2008                             | Michele Rieux  | PS     |          |
| les dades anteriors no són pas conegudes |                |        |          |
|                                          |                |        |          |

## Demografia
| 1962   | 1968   | 1975   | 1982   | 1990   | 1999   | 2006   |
| ------ | ------ | ------ | ------ | ------ | ------ | ------ |
| 14.180 | 16.240 | 16.459 | 16.707 | 17.071 | 18.588 | 21.364 |